# MONDAINE

MONDAINEのロゴ

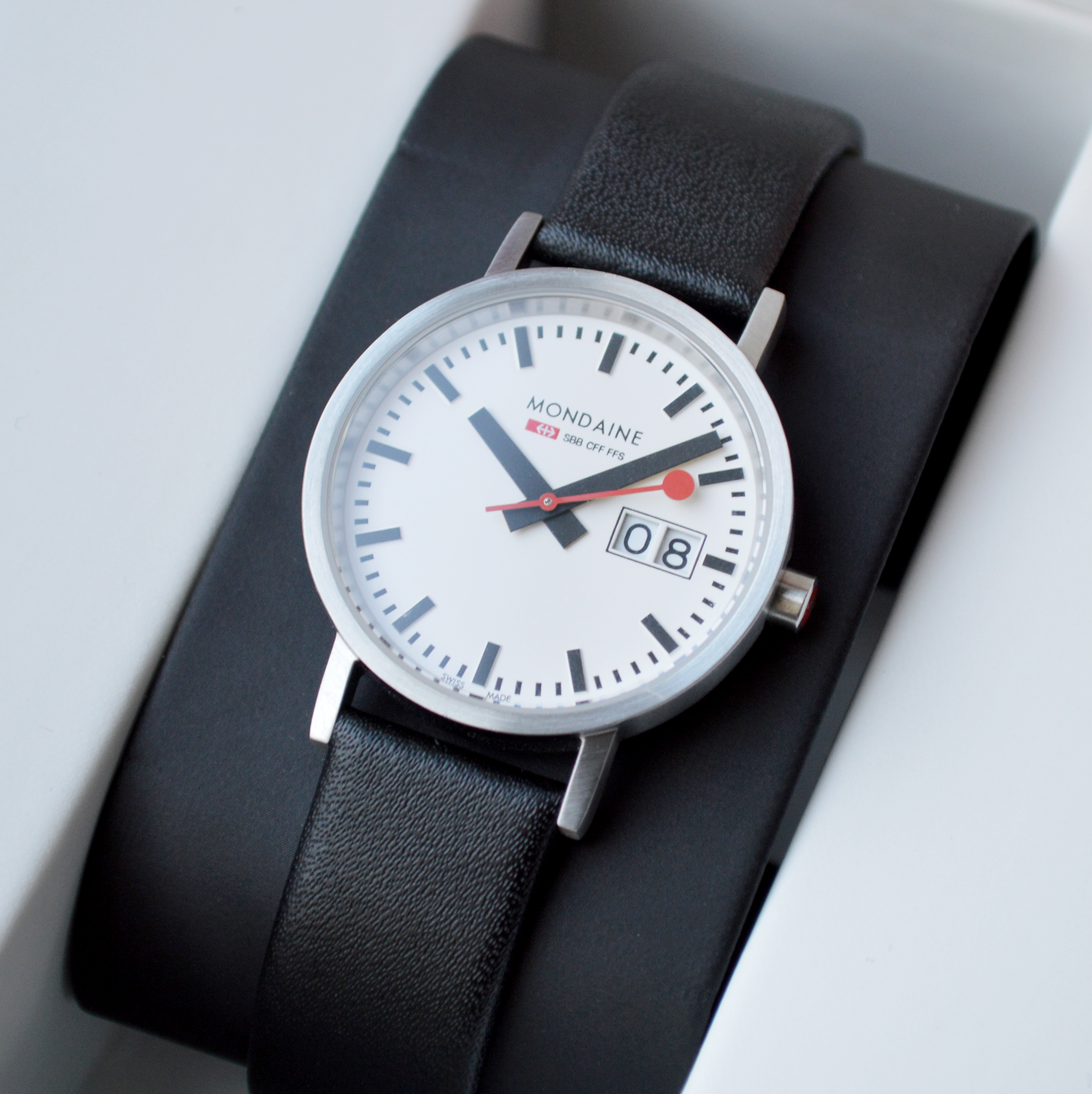
MONDAINEの腕時計

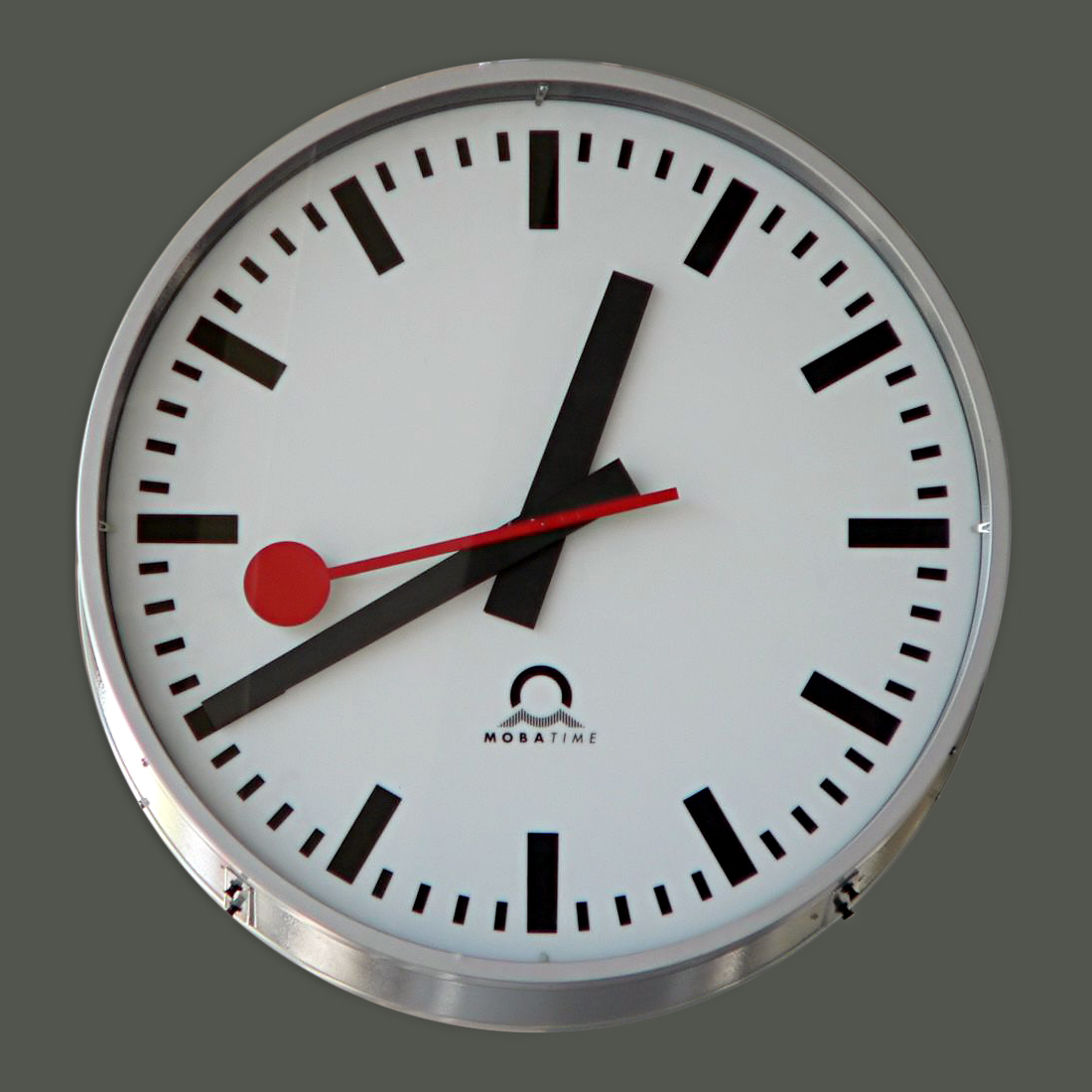
MONDAINEの掛け時計

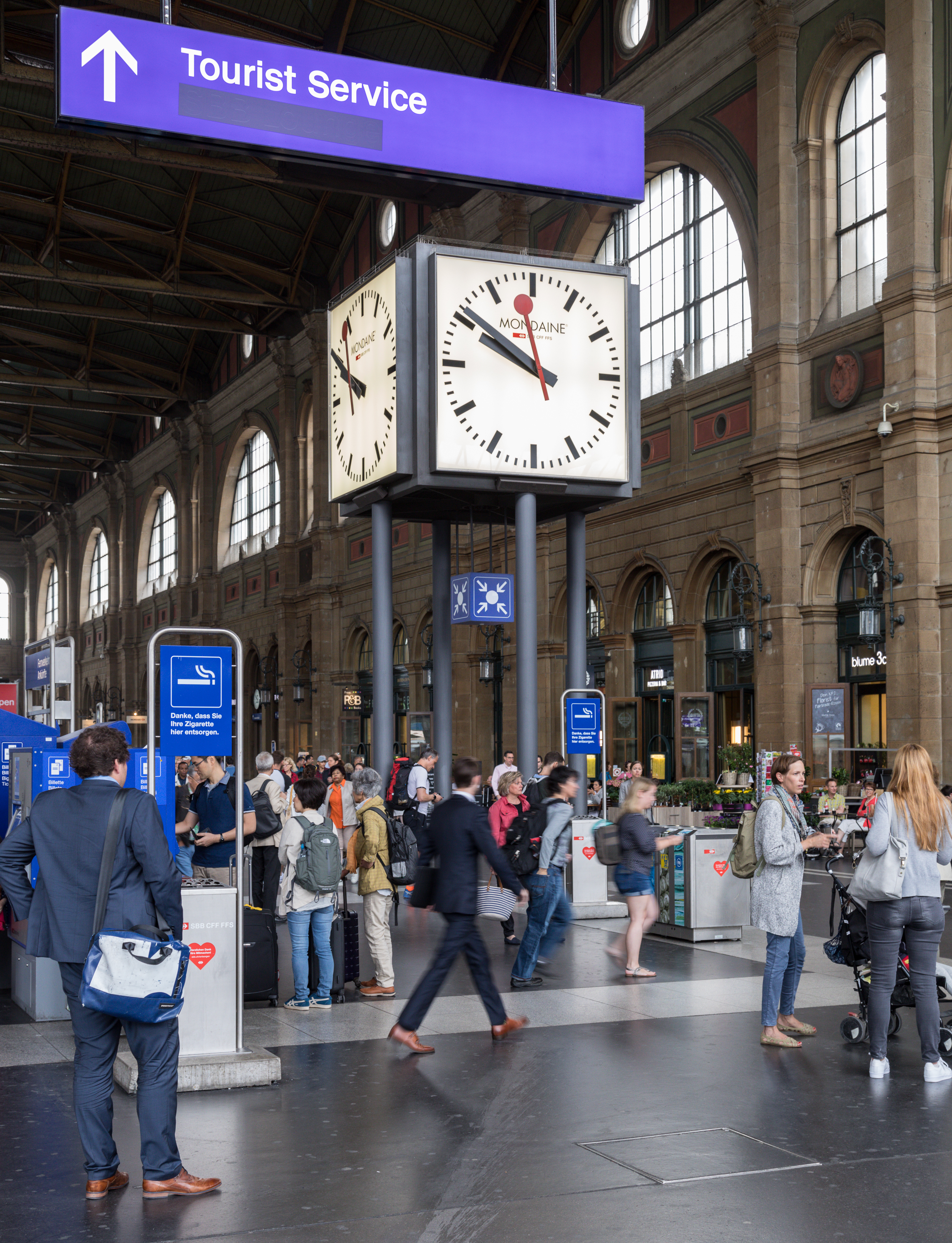
チューリッヒ中央駅に設置されているMONDAINEの時計

MONDAINE（モンディーン）は、スイスの時計メーカー。
1951年、ブラジルにおいて「Frank & Bernheim」という社名で時計の輸入販売を業務とする会社として設立。1954年に現社名に変更。
1986年、スイス連邦鉄道の駅で多く見かけるスイス鉄道時計を元にした時計を発表、ロングセラーとなる。
日本国内における輸入代理店はDKSHジャパンである。

## 外部リンク

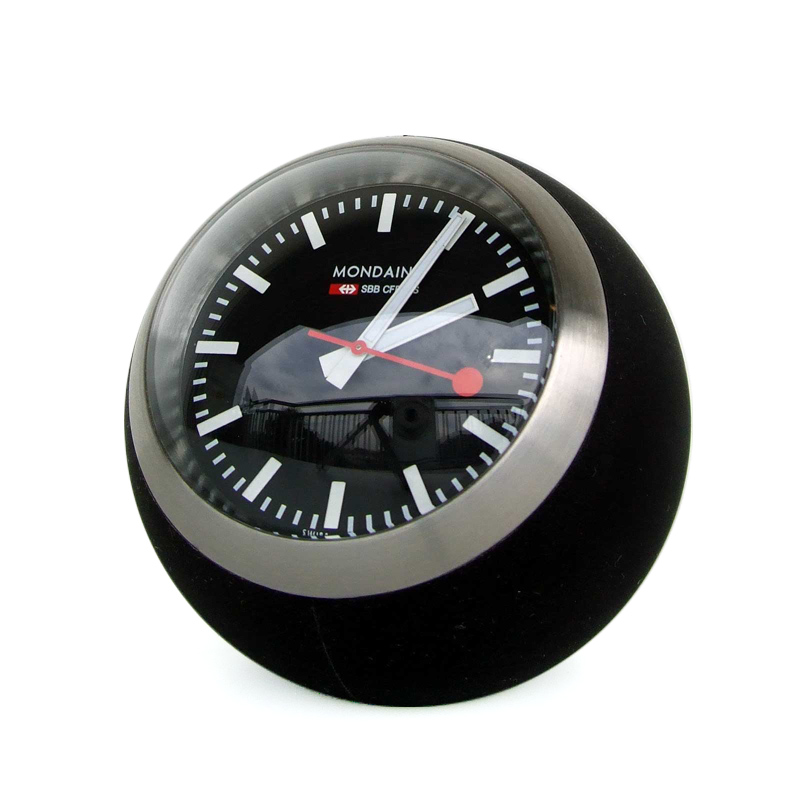
MONDAINEの置時計